# 国際連合安全保障理事会決議2397
国際連合安全保障理事会決議2397（こくさいれんごうあんぜんほしょうりじかいけつぎ2397、英: United Nations Security Council Resolution 2397）は、2017年12月22日に国際連合安全保障理事会で採択された朝鮮民主主義人民共和国（北朝鮮）に関する決議。略称はUNSCR2397。

## 概要
国際連合安全保障理事会決議2397は、2017年11月29日の北朝鮮による大陸間弾道ミサイル発射に対する決議で、過去6回の核実験の際に採択された決議1718、決議1874、決議2094、決議2270、決議2321、決議2375、弾道ミサイル発射に際して採択された決議2356、決議2371に引き続き、国連憲章第7章に基づく制裁行動として具体的に経済制裁に関する行動を定める第41条が言及された。

## 主な内容
- 資源等の禁輸措置
  - 北朝鮮への輸出規制
    - 原油の輸出総量を年間400万バレルまたは52.5万トンに制限[1]。
    - 石油精製品[注釈 1]の輸出総量を年間50万バレルに制限[1]。
    - 以下の統一システム番号に該当する品目[2][注釈 2][注釈 3]
      - 第72類「鉄鋼」[3]
      - 第73類「鉄鋼製品」[3]
      - 第74類「銅及びその製品」[3]
      - 第75類「ニッケル及びその製品」[3]
      - 第76類「アルミニウム及びその製品」[3]
      - 第78類「鉛及びその製品」[3]
      - 第79類「亜鉛及びその製品」[3]
      - 第80類「すず及びその製品」[3]
      - 第81類「その他の卑金属及びサーメット並びにこれらの製品」[3]
      - 第82類「卑金属製の工具、道具、刃物、スプーン及びフォーク並びにこれらの部分品」[3]
      - 第83類「各種の卑金属製品」[3]
      - 第84類「原子炉、ボイラー及び機械類並びにこれらの部分品」[3]
      - 第85類「電気機器及びその部分品並びに録音機、音声再生機並びにテレビジョンの映像及び音声の記録用又は再生用の機器並びにこれらの部分品及び附属品」[3]
      - 第86類「鉄道用又は軌道用の機関車及び車両並びにこれらの部分品、鉄道又は軌道の線路用装備品及びその部分品並びに機械式交通信号用機器（電気機械式のものを含む。）」[3]
      - 第87類「鉄道用及び軌道用以外の車両並びにその部分品及び附属品」[3]
      - 第88類「航空機及び宇宙飛行体並びにこれらの部分品」[3]
      - 第89類「船舶及び浮き構造物」[3]

  - 北朝鮮からの輸入規制
    - 以下の統一システム番号に該当する品目[4]
      - 第8類「食用の果実及びナット、かんきつ類の果皮並びにメロンの皮」[3]
      - 第7類「食用の野菜、根及び塊茎」[3]
      - 第12類「採油用の種及び果実、各種の種及び果実、工業用又は医薬用の植物並びにわら及び飼料用植物」[3]
      - 第25類「塩、硫黄、土石類、プラスター、石灰及びセメント」[3]
      - 第44類「木材及びその製品並びに木炭」[3]
      - 第84類「原子炉、ボイラー及び機械類並びにこれらの部分品」[3]
      - 第85類「電気機器及びその部分品並びに録音機、音声再生機並びにテレビジョンの映像及び音声の記録用又は再生用の機器並びにこれらの部分品及び附属品」[3]
      - 第89類「船舶及び浮き構造物」[3]

    - ロシア・北朝鮮間の羅津・ハサン港および鉄道事業を通じた他国へのロシア原産石炭の輸送は適用除外[5]。
    - 北朝鮮の漁業権の販売・移転禁止の明確化[4]
    - 加盟国内で収入を得ている北朝鮮人及び北朝鮮人労働者を監視する北朝鮮政府の安全監督員の24か月以内の国外追放、送還[6]。
- 運輸に関する制裁
  - 自国領海内いる船舶、管轄権に服する船舶が決議違反に関連する行動をしたと信じる合理的根拠がある場合に当該船舶の押収、検査、凍結を許可[7]。
  - 決議違反に関連する行動をしたと信じる合理的根拠がある船舶に対しての保険、再保険サービスの提供禁止[8]。
  - 決議違反に関連する行動をしたと信じる合理的根拠がある船舶の船籍剥奪及びそのような船舶の船籍登録禁止[9]。
  - 自動船舶識別装置を切る、装置の作動要求を無視する船舶の監視強化を各国に要請[10]。
  - 北朝鮮への中古船舶の売り渡し防止を各国に要請[11]。
  - 加盟国に資産凍結など制裁対象になった船舶と自国領域内・公海内で遭遇した情報がある場合に制裁委員会への通報を義務付け[12]。
- 北朝鮮が更なる核実験または大陸間弾道ミサイル関連の発射を行った場合は、石油輸出を更に制限すると警告[13]。

## 成立の経緯
- 2017年11月29日 - 北朝鮮が弾道ミサイルを発射。、高度4,475km、水平距離950kmを飛行し日本の排他的経済水域内に落下[14]
- 2017年9月11日 - 国連安保理で制裁を追加・強化する決議が全会一致で採択される。